# ジェームズ・ラウス
ジェームズ・ラウス（ジェームズ・ロウズ、James Wilson Rouse、1914年4月26日 - 1996年4月9日）は、アメリカ合衆国各地で先駆的不動産開発を手がけた都市プランナー、市民活動家。ボルチモアやボストン、ニューヨークなどのウォーターフロント開発を行ったディベロッパー、ラウズ社の創設者で商業用不動産の開発者。計画的コミュニティ開発から都市計画理念を確立した都市計画学の研究者や篤志家としてもしられ、メリーランド州コロンビアのような都市を生み出し、キャリア後半1990年以降は都市の貧困問題にも力を注ぎ、低所得者用の住宅建設や地区活性化にもとりくむ。
もともと弁護士で、弁護士が生涯救うことのできる人の数は限られているが、まちをよくするのは何十万人という人に喜びをあたえられる、という言葉を残してプランナーに転進した人物。
最初の妻エリザベスとの娘が、俳優エドワード・ノートンの母。
メリーランド州イーストン出身。
日本には1986年に来日。財団法人日本都市センター主催、西洋環境開発の協賛で行われたシンポジウム「甦る都市ーー都市再開発のパラダイム」で基調講演を行った。この時のシンポジウムをベースに、88年に『都市再生のパラダイムーJWラウスの奇跡』（PARCO出版）が出版された。このほか大阪の海遊館などの企画にかかわり、孫のエドワードがこのとき日本語の通訳として参加している。こうしたテーマ性の高い集客施設の企画、設計にラウズ社は携わっており、こんにちフェスティバル・マーケットプレイスと呼ばれる商業物販エリアをお祭りや市場といった要素を導入してつくられる複合商業施設を次々とうみだしている。商業施設が地域の歴史や文化を重視し、施設と周辺環境の調和を図るという設計の思想により、食料品店舗が中心のテナント構成を図った。
ラウズ社のフェスティバル・マーケットプレイスの開発の他の例としては、ニューヨーク/サウスストリートシーポート、東フィラデルフィアマーケット、セントルイスのユニオンステーション、 ポートランドのダウンタウン・パイオニアプレイス、ニューオリンズ・リバーウォークマーケットプレイスなどがある。ニューヨークはまた「フルトン･マーケット」「ピア17」など、ボストンの「クインシー･マーケット」などもある。
これらは都市の活性にはその中心に商業のための核施設必要であるいうラウスの信念のもとから発想され、1967年ごろから、当時下降傾向であったボルチモアのインナーハーバーを約20年ぐらいかけて計画し開発。まちを活性化させこの後ボストンのファニュエル・ホール・マーケットプレイスなどアメリカ東海岸の主要なウォーターフロント開発のディベロッパーとして名をはせる。

## 略歴
メリーランド州イーストンに生まれるが、父親はメリーランド州ベルエア出身で、ハーフォード郡の弁護士になったという。ジェームズは小さいころは学校ではなく母親から教育を受けていたという。
ジェームズが高校のときに病気でこの両親を亡くし、住んでいた家も手放すことになる。その後、大学入学のためメリーランド州ポートデポジットにある予備校・en:Tome Schoolに通うことを進められるが、お金の問題が直面し、ハワイに駐留する海軍将校と結婚した姉に頼り、ハワイ大学に入る。その後奨学金を得てバージニア大学に通い政治学を学ぶが、奨学金と残りの経費とのギャップをカバーすることができないため、シャーロッツビルを出て、自分でなんとかしようとするため1933年、ボルティモアに赴く。ここではセントポールのガレージで駐車場管理の仕事を見つける。当時運転することができなかったにもかかわらず、仕事を得たと後年語っている。2年法律学校へ通うためには十分であった。彼はお金を借りてガレージで働きながら、メリーランド大学に100時間週にわたってロースクールに通った。1937年に大学卒業後、連邦住宅局に勤務し、1939年にはパートナーであったハンター・デ・モスらと住宅ローンを取り扱い、最初モス・ラウズ会社と呼ばれるラウズ社を設立。
第二次世界大戦後、メリーランド州ボルチモアで荒廃した住宅ストック修復に関わるようになるが、これはドワイト・D・アイゼンハワーの1953年に始まる国立住宅タスクフォース実施につながった。そのタスクフォースによって行われた一連の勧告報告書を記述する際、彼は都市再生または普及支援という用語を導入している。
1965年、高級コンドミニアムのクロス・キーズ村開発を手がける。

## コロンビア (メリーランド州)
ワシントンDC郊外の新都市コロンビア (メリーランド州)は、同時期サイモンエンタープライズがレストン (バージニア州)という新都市を設計していた頃にレストンから北に30マイル行った所に、開発当初から民間企業による開発がなされた。経緯は1963年、資金援助を受けて、ハワード郡全体の一割に当たる広さの土地を購入。1964年にはチェイス・マンハッタン銀行、1970年からはモーガン・カンパニーの資金援助も加わっている。
コロンビアの開発を始める前の1963年から1964年にかけて、ラウス不動産のプランナーらは、土地利用に際し詳細な密度と進捗から経済的な面からの開発基本計画を立て、さらに医療とレクレーション施設から生涯教育などといった文化社会学的な方面の専門家まで社外から招き幅広い視点によって計画された。
コロンビアのまちづくりは、住民の生活の質を高めるというごく単純でいて思い切ったアイデアから出発した。今日のコロンビアには、約95,000人が住んでいて、ビジネス・産業も活性化している。コロンビアは当初から現在まで、まちづくりのアイデア、その実用性、環境に対する積極的な姿勢など他のコミュニティーの手本となり続けている。